# Scaphirhynchus
Scaphirhynchus is een geslacht van straalvinnige vissen uit de familie van steuren (Acipenseridae).

## Soorten
- Scaphirhynchus albus (Forbes & Richardson, 1905)
- Scaphirhynchus platorynchus (Rafinesque, 1820)
- Scaphirhynchus suttkusi Williams & Clemmer, 1991